# Ralph J. Gleason
Ralph J. Gleason (New York City, 1º marzo 1917 – Berkeley, 3 giugno 1975) è stato un critico musicale, musicologo e saggista statunitense, nel campo del jazz e pop.

Ha collaborato per molti anni al San Francisco Chronicle ed è stato cofondatore e direttore della rivista Rolling Stone e tra i fondatori del Monterey Jazz Festival.
Autorevole e rispettato critico musicale, nel periodo della maturità Gleason aveva un elegante aspetto caratteristico: baffi a manubrio, pipa, giacca di tweed, trench.

## Biografia
Gleason nacque a New York City e visse a Chappaqua, cittadina dello Stato di New York. A quindici anni cominciò ad ascoltare alla radio e ad appassionarsi alla musica jazz durante il periodo di convalescenza, dopo aver contratto il morbillo. Frequentò poi la Columbia University, pare senza completare gli studi, e collaborò a giornali studenteschi occupandosi di jazz. Parteciperà poi, nel 1939, alla nascita di una delle prime riviste dedicata a quel genere musicale, Jazz information. La pubblicazione ebbe vita breve e, dopo due anni, dovette chiudere per problemi economici.
Alla Columbia conobbe la futura moglie Jean Rayburn (1918-2009), collaboratrice oltre che compagna e con cui avrà quattro figli Bridget, Stacy, Wash, Toby e Katherine.

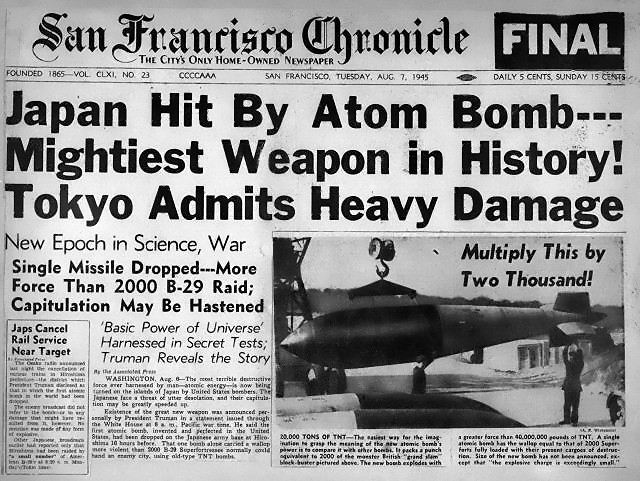
La prima pagina del San Francisco Chronicle, quotidiano per cui Gleason lavorò a tempo pieno da 1950 al 1970.

Durante la Seconda guerra mondiale Gleason lavorò per lo United States Office of War Information e dopo il congedo con la Columbia Broadcasting System e la American Broadcasting Company. Verso la fine degli anni quaranta, si trasferì a San Francisco, dove visse per il resto della vita, e iniziò a collaborare con il San Francisco Chronicle nel 1950. Sul quotidiano iniziò regolari cronache sulla musica jazz e pop presente nei media statunitensi.
Nel 1957 fonderà un'altra rivista, Jazz, A Quarterly of American Music, destinata all'insuccesso per ragioni commerciali. Fu tra i primi critici a dedicare ai concerti folk, pop e jazz la stessa attenzione e spazio riservato alla musica classica. Intervistò personaggi celebri come Hank Williams, Elvis Presley e Fats Domino.
Gleason fu uno dei primi critici a cogliere il talento di artisti come Lenny Bruce, Bob Dylan, Carmen McRae e Miles Davis. Le sue note di copertina per l'album del 1970 di Miles Davis, Bitches Brew, sono considerate un classico del genere.
Fu osservatore e partecipe del movimento definito San Francisco Renaissance, epoca di grande vitalità culturale per la città che ha avuto inizio a metà degli anni cinquanta e fiorì completamente nella tarda metà degli anni sessanta. Verso la fine di quegli anni Gleason diventava un commentatore molto rispettato e scriveva a sostegno delle migliori rock band della Bay Area, come i Jefferson Airplane e i Grateful Dead. Tuttavia è stato a volte criticato per aver minimizzato l'importanza o semplicemente ignorato quanto accadeva in campo musicale a Los Angeles.
Gleason collaborava alla redazione di Ramparts (pubblicato dal 1962 al 1975), una autorevole rivista prima trimestrale e poi mensile di sinistra con sede a San Francisco, che però lasciò quando il direttore editoriale Warren Hinckle si mise a criticare la presenza crescente di hippie nella città.
Con Jann Wenner, un altro collaboratore di Ramparts, fondò la rivista musicale bisettimanale, Rolling Stone, a cui contribuì fino alla sua morte di infarto nel 1975. Per dieci anni tenne anche rubriche settimanali di jazz e pop, che comparvero su più pubblicazioni: New York Post e molti altri giornali statunitensi ed europei. Per dodici anni, è stato redattore e critico per il periodico leader nel campo del jazz Down Beat. Articoli di Gleason apparvero anche in altre pubblicazioni tra cui The New York Times, The Guardian, The Times, New Statesman, Evergreen Review, American Scholar, Saturday Review, New York Herald Tribune, Los Angeles Times, Chicago Sun-Times, Sydney Herald, Playboy, Esquire, Variety, The Milwaukee Journal e Review Hi-Fi/Stereo.
Per la National Educational Television (oggi conosciuta come PBS), Gleason produsse una serie di 28 programmi di jazz e blues, Jazz Casual, con B.B. King, John Coltrane, Dave Brubeck, il Modern Jazz Quartet, Jimmy Witherspoon e Sonny Rollins, tra gli altri. Serie che si protrasse dal 1961 al 1968. Produsse anche un documentario di due ore su Duke Ellington, che ebbe due nomine per il premio Emmy. Altri film per la televisione includevano quattro puntate sul Monterey Jazz Festival, il primo documentario per la televisione sulla musica pop, Anatomy of a Hit, e la serie di programmi di un'ora sul rock a San Francisco, Go Ride the Music, A Night at the Family Dog e West Pole.
Red Garland in suo onore ha chiamato Ralph J. Gleason Blues, un suo brano del 1958 (Red Garland Quartet, Prestige PRLP 7193), ripubblicato in Red's Blues nel 1998. L'eredità duratura di Gleason tuttavia, è probabilmente nel suo lavoro su Rolling Stone. Il suo nome, accanto a quello di Hunter S. Thompson, rimane ancora nella lista dei collaboratori della rivista, più di tre decenni dopo la sua morte come testimonianza della sua eredità.

## Ralph J. Gleason Music Book Award
Il premio Ralph J. Gleason Music Book, fondato nel 1989 da Bob Rolontz e sponsorizzato da BMI, New York University e dalla rivista Rolling Stone, segnala libri nel campo della musica commerciale e pop. Volumi premiati:
- 1990 - (EN) Allan Slutsky (Dr. Licks), Standing in the Shadows of Motown: The Life and Music of Legendary Bassist James Jamerson, Prefazione di Berry Gordy, Hal Leonard Corporation, 1º maggio 1989,  p. 191, ISBN 0-88188-882-6.[13]
- 1993 - (EN) Jerry Wexler, David Ritz, Rhythm and the Blues, New York, Knopf, 11 maggio 1993,  p. 334, ISBN 0-679-40102-4.[14]
- 1994 - (EN) Peter Guralnick, Last Train to Memphis: The Rise of Elvis Presley, Little, Brown and Company, 3 ottobre 1994,  p. 576, ISBN 0-316-33220-8.[15]
- 1998 - (EN) Gary Giddins, Visions of Jazz: The First Century, 3ª ed., Oxford University Press, 1998,  p. 690, ISBN 0-19-507675-3.[16][17]
- 2000 - (EN) Gerald W. Haslam, Workin' Man Blues: Country Music in California, University of California Press, 1999  [29 aprile 1999],  p. 392, ISBN 0-520-21800-0.[11]